# Bétignicourt
Bétignicourt est une commune française, située dans le département de l'Aube en région Grand Est.
Ses habitants sont appelés les Babeuriers.

## Géographie
|                    | Braux                        |                  |
| Chalette-sur-Voire | Bétignicourt                 | Rosnay-l'Hôpital |
| Lesmont            | Saint-Christophe-Dodinicourt | Lassicourt       |

La rivière Voire traverse Bétignicourt. Jusqu'en 1862, date de construction du pont, elle est franchie à gué.

### Hydrographie
La commune est dans la région hydrographique « la Seine de sa source au confluent de l'Oise (exclu) » au sein du bassin Seine-Normandie. Elle est drainée par la Voire et divers autres petits cours d'eau,.
La Voire, d'une longueur de 56 km, prend sa source dans la commune de Dommartin-le-Franc et se jette  dans l'Aube à Molins-sur-Aube, après avoir traversé 21 communes.

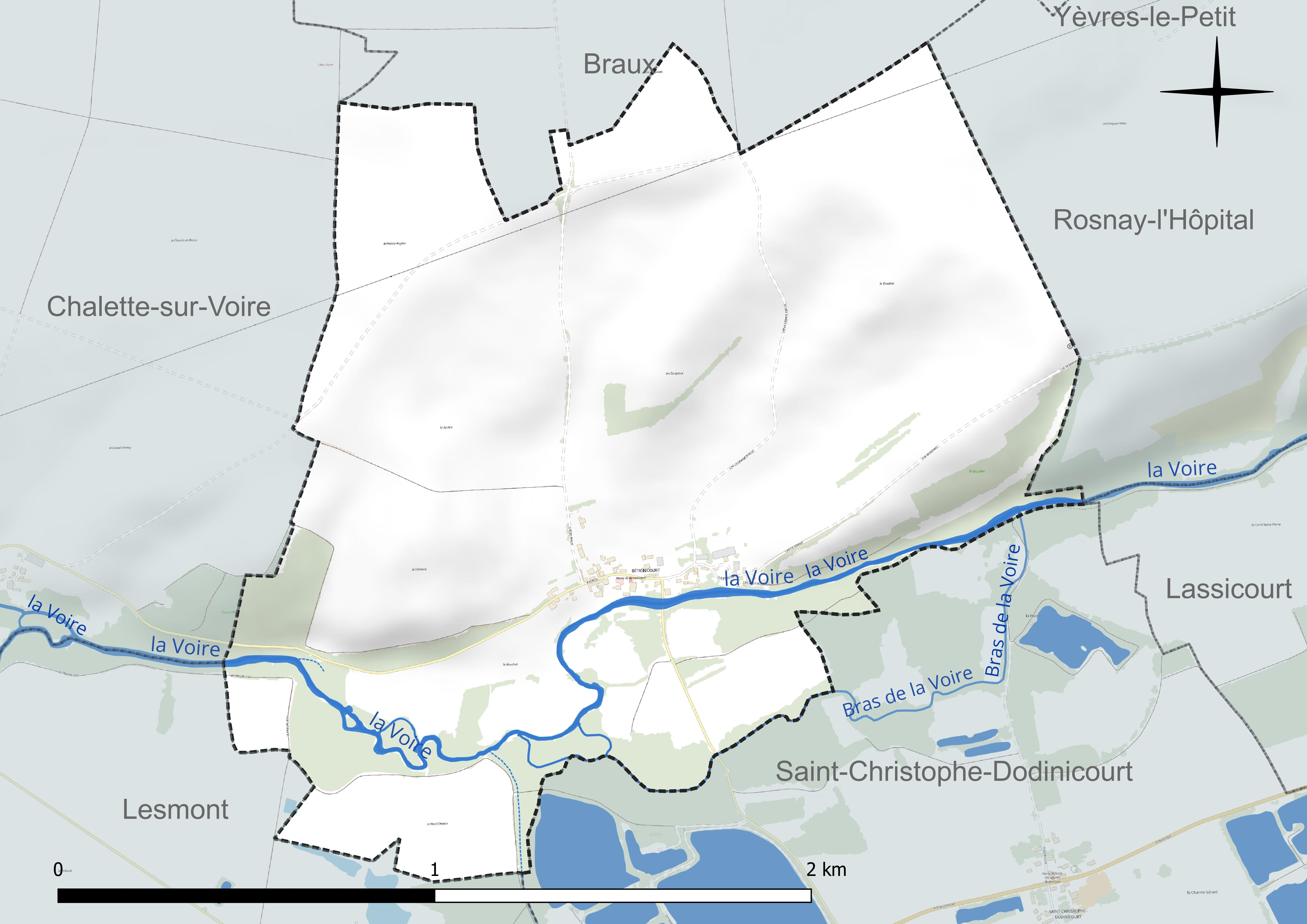
Réseau hydrographique de Bétignicourt.

### Climat
Pour des articles plus généraux, voir Climat du Grand Est et Climat de l'Aube.
En 2010, le climat de la commune est de type climat océanique dégradé des plaines du Centre et du Nord, selon une étude du Centre national de la recherche scientifique s'appuyant sur une série de données couvrant la période 1971-2000. En 2020, Météo-France publie une typologie des climats de la France métropolitaine dans laquelle la commune est exposée à un climat océanique altéré et est dans la région climatique Lorraine, plateau de Langres, Morvan, caractérisée par un hiver rude (1,5 °C), des vents modérés et des brouillards fréquents en automne et hiver.
Pour la période 1971-2000, la température annuelle moyenne est de 10,5 °C, avec une amplitude thermique annuelle de 16,1 °C. Le cumul annuel moyen de précipitations est de 734 mm, avec 12 jours de précipitations en janvier et 8,4 jours en juillet. Pour la période 1991-2020, la température moyenne annuelle observée sur la station météorologique de Météo-France la plus proche, « Mathaux-Étape », sur la commune de Mathaux à 9 km à vol d'oiseau, est de 11,5 °C et le cumul annuel moyen de précipitations est de 733,9 mm. 
La température maximale relevée sur cette station est de 41,5 °C, atteinte le 25 juillet 2019 ; la température minimale est de −18 °C, atteinte le 2 janvier 1997,,.
Les paramètres climatiques de la commune ont été estimés pour le milieu du siècle (2041-2070) selon différents scénarios d'émission de gaz à effet de serre à partir des nouvelles projections climatiques de référence DRIAS-2020. Ils sont consultables sur un site dédié publié par Météo-France en novembre 2022.

## Urbanisme

### Typologie
Au 1er janvier 2024, Bétignicourt est catégorisée commune rurale à habitat très dispersé, selon la nouvelle grille communale de densité à 7 niveaux définie par l'Insee en 2022.
Elle est située hors unité urbaine. Par ailleurs la commune fait partie de l'aire d'attraction de Brienne-le-Château, dont elle est une commune de la couronne,. Cette aire, qui regroupe 30 communes, est catégorisée dans les aires de moins de 50 000 habitants,.

### Occupation des sols
L'occupation des sols de la commune, telle qu'elle ressort de la base de données européenne d’occupation biophysique des sols Corine Land Cover (CLC), est marquée par l'importance des territoires agricoles (87,6 % en 2018), une proportion identique à celle de 1990 (87,6 %). La répartition détaillée en 2018 est la suivante : 
terres arables (72,5 %), zones agricoles hétérogènes (15,1 %), forêts (12,4 %). L'évolution de l’occupation des sols de la commune et de ses infrastructures peut être observée sur les différentes représentations cartographiques du territoire : la carte de Cassini (XVIIIe siècle), la carte d'état-major (1820-1866) et les cartes ou photos aériennes de l'IGN pour la période actuelle (1950 à aujourd'hui).

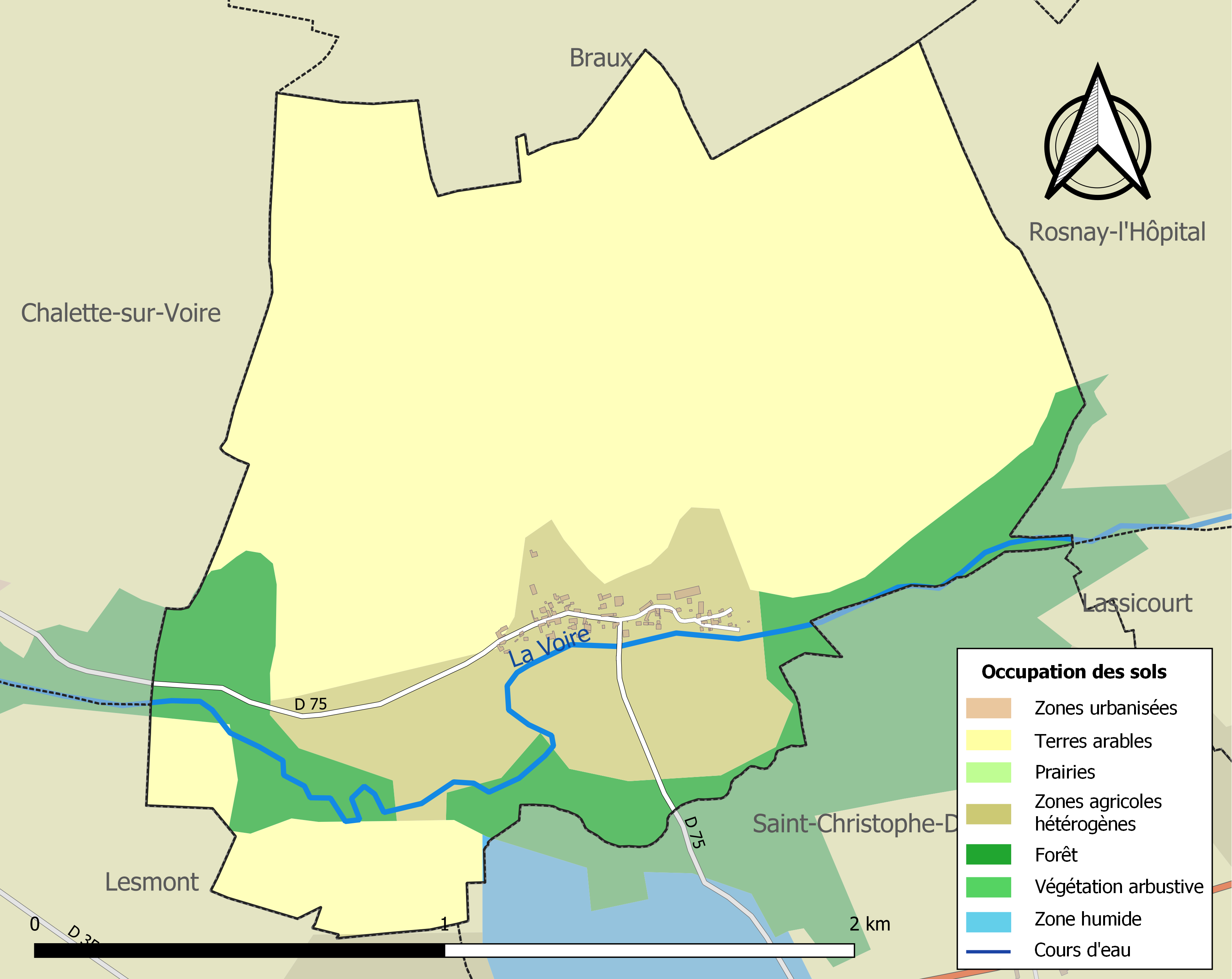
Carte des infrastructures et de l'occupation des sols de la commune en 2018 (CLC).

## Toponymie
- Bettiniaca est un ancien nom du village[15].
- En 1407, la commune porte le nom de Betignicuria[16].
- plus récemment, le nom a connu des variantes orthographiques : Bétignecourt et Bétinecourt[17].

## Histoire

### Les seigneurs de Bétignicourt
Les historiens locaux mentionnent les noms de quelques-uns des seigneurs :
- en 1646 : Daniel de Bossancourt
- en 1721 : René de Bossacourt
- sans date : les familles d'Avannes, de Chastenay et de Crillon

## Politique et administration
| Période                                  | Période   | Identité                                           | Étiquette | Qualité |
| ---------------------------------------- | --------- | -------------------------------------------------- | --------- | ------- |
| mars 2001                                | mars 2008 | M. Dominique Beudot                                |           |         |
| mars 2008                                | En cours  | M. Dominique Beudot Réélu pour le mandat 2020-2026 | DVD       |         |
| Les données manquantes sont à compléter. |           |                                                    |           |         |

## Démographie
L'évolution du nombre d'habitants est connue à travers les recensements de la population effectués dans la commune depuis 1793. Pour les communes de moins de 10 000 habitants, une enquête de recensement portant sur toute la population est réalisée tous les cinq ans, les populations de référence des années intermédiaires étant quant à elles estimées par interpolation ou extrapolation. Pour la commune, le premier recensement exhaustif entrant dans le cadre du nouveau dispositif a été réalisé en 2005.

En 2022, la commune comptait 33 habitants, en évolution de +3,13 % par rapport à 2016 (Aube : +0,7 %, France hors Mayotte : +2,11 %).
| 1793 | 1800 | 1806 | 1821 | 1831 | 1836 | 1841 | 1846 | 1851 |
| ---- | ---- | ---- | ---- | ---- | ---- | ---- | ---- | ---- |
| 124  | 121  | 112  | 132  | 120  | 118  | 108  | 112  | 113  |

| 1856 | 1861 | 1866 | 1872 | 1876 | 1881 | 1886 | 1891 | 1896 |
| ---- | ---- | ---- | ---- | ---- | ---- | ---- | ---- | ---- |
| 121  | 129  | 123  | 98   | 98   | 100  | 107  | 103  | 98   |

| 1901 | 1906 | 1911 | 1921 | 1926 | 1931 | 1936 | 1946 | 1954 |
| ---- | ---- | ---- | ---- | ---- | ---- | ---- | ---- | ---- |
| 83   | 68   | 75   | 61   | 66   | 59   | 51   | 58   | 84   |

| 1962 | 1968 | 1975 | 1982 | 1990 | 1999 | 2005 | 2006 | 2010 |
| ---- | ---- | ---- | ---- | ---- | ---- | ---- | ---- | ---- |
| 45   | 40   | 43   | 39   | 34   | 37   | 32   | 31   | 30   |

| 2015 | 2020 | 2022 | - | - | - | - | - | - |
| ---- | ---- | ---- | - | - | - | - | - | - |
| 32   | 34   | 33   | - | - | - | - | - | - |

## Culture locale et patrimoine

### Lieux et monuments
- Église Saint-Ferréol (XVIIIe siècle) : du mobilier, des objets du culte, des statues sont inscrits à l'Inventaire général du patrimoine culturel[25],
- Tronçons de la voie romaine de Troyes à Naix-aux-Forges (Meuse).

### Personnalités liées à la commune
- Denis Nicolas Berthelot, 1790-1872, habitant de Bétignicourt, garde national, en 1815, a été décoré de la médaille de Sainte-Hélène[26].

## Équipements
- La salle polyvalente de Bétignicourt.

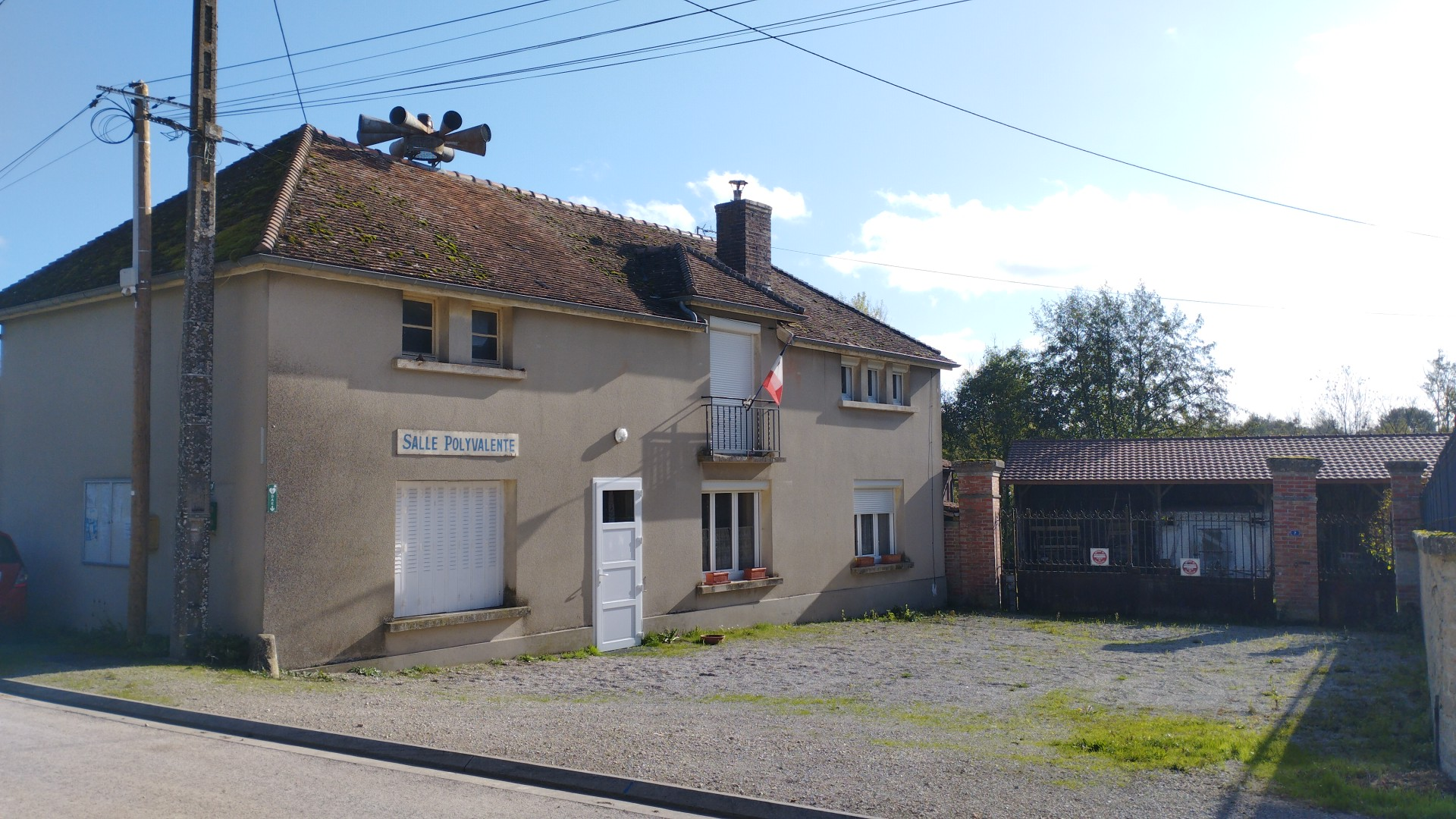
La salle polyvalente de Bétignicourt en 2022.